# Giovanni Battista Carlone
Pour les articles homonymes, voir Carlone.
Pour les autres membres de la famille, voir Famille Carlone.
Giovanni Battista Carlone (Gênes, 16 février 1603 - Parodi Ligure, 1684) est un peintre italien baroque de l'école génoise, d'origine tessinoise.

## Biographie
Giovanni Battista Carlone est le fils du sculpteur Taddeo Carlone, le frère du peintre Giovanni Bernardo Carlone et le père de Giovanni Andrea Carlone, peintre également.
Il travaille à Rome, puis, retourne à Gênes, réalise de nombreuses fresques à l'église dei Santi Ambrogio e Andrea detta del Gesù et une vingtaine à la basilique Santissima Annunziata del Vastato de Gênes.

## Œuvres
- Miracolo del basilisco, crocefissione di San Pietro, conversione di San Pietro, fresques de la voûte de San Siro à Gênes.
- Miracolo del beato Salvatore da Horta - huile sur toile de 280 cm × 185 cm, Basilica della Santissima Annunziata del Vastato, Gênes.
- Giuseppe riconosciuto dai fratelli, Accademia ligustica di belle arti, Gênes.
- Adorazione dei pastori, Accademia Ligustica di Belle Arti, Gênes.
- Gesù comunica santa Geltrude, Albergo dei poveri, Gênes.
- Assunzione della Vergine, Caisse d'épargne, Gênes.
- Martirio di San Lorenzo, oratoire San Lorenzo, Cogoleto.
- Saint Sébastien, Fondation Bemberg, Toulouse.